# Església parroquial de la Nativitat (Albaida)
L'església parroquial de la Nativitat és un temple catòlic situat al carrer de l'Església, al barri de l'Aljorf, en el municipi d'Albaida. És un Bé de Rellevància Local amb identificador nombre 46.24.006-021.

## Descripció
Construïda al segle xviii, té un campanar de planta quadrada, amb dos cossos i sense rematada.